# Major Owens

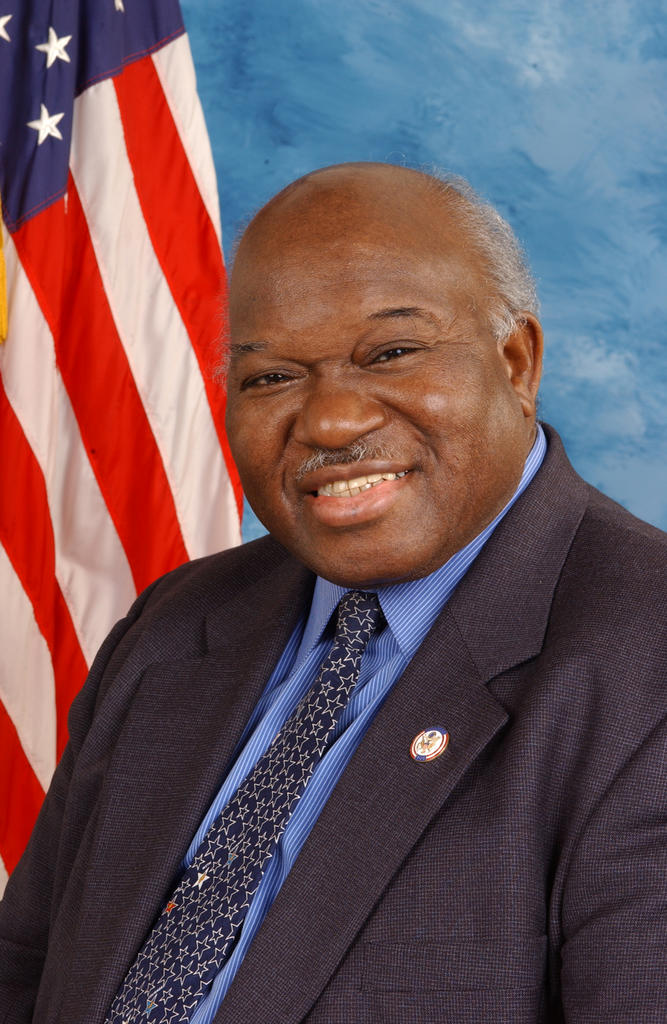
Major Owens

Major Robert Odell Owens (* 28. Juni 1936 in Collierville, Tennessee; † 21. Oktober 2013) war ein US-amerikanischer Politiker. Zwischen 1983 und 2007 vertrat er den Bundesstaat New York im US-Repräsentantenhaus.
Major Owens ist der Vater des Schauspielers Geoffrey Owens.

## Werdegang
Major Robert Odell Owens wurde ungefähr drei Jahre vor dem Ausbruch des Zweiten Weltkrieges in Collierville geboren. Er graduierte an der Hamilton High School in Memphis. Danach ging er auf das Morehouse College in Atlanta (Georgia), welches er 1956 mit einem Bachelor of Arts wieder verließ. Seinen Master of Science machte er 1957 an der Atlanta University (heute Clark Atlanta University). Er hatte den Vorsitz über den Brooklyn Congress of Racial Equality. 1964 war er als Vizepräsident des Metropolitan Council of Housing tätig und zwischen 1964 und 1966 als Community Coordinator der Brooklyn Public Library. Danach ging er zwischen 1966 und 1968 einer Beschäftigung als Geschäftsführer (Executive Director) im Brownsville Community Council nach. Zwischen 1968 und 1973 war er Kommissar in der Community Development Agency in New York City. Er diente 1972 in der International Commission on Ways of Implementing Social Policy für Ensure Maximum Public Participation and Social Justice for Minorities in Den Haag (Niederlande). 1973 trat er den Posten als Direktor für das Community Media Library Program an der Columbia University an – eine Stellung, die er bis 1975 innehatte. Zwischen 1974 und 1982 saß er im Senat von New York. Politisch gehörte er der Demokratischen Partei an.
Bei den Kongresswahlen des Jahres 1982 für den 99. Kongress wurde er im zwölften Wahlbezirk von New York in das US-Repräsentantenhaus in Washington, D.C. gewählt, wo er nach dem 4. Januar 1983 die Nachfolge von Shirley Chisholm antrat. Er wurde viermal in Folge wiedergewählt. Im Jahr 1992 kandidierte er im elften Wahlbezirk von New York für den 103. Kongress. Nach einer erfolgreichen Wahl trat er am 4. Januar 1993 die Nachfolge von Ed Towns an. Er wurde sechsmal in Folge wiedergewählt. Da er auf eine erneute Kandidatur im Jahr 2006 verzichtete, schied er nach dem 3. Januar 2007 aus dem Kongress aus.
Er starb am 21. Oktober 2013 im Alter von 77 Jahren an Herzversagen.